# 大果房县槭
大果房县槭（学名：Acer franchetii var. megalocarpum）为槭树科槭属下的一个变种。

## 扩展阅读
- 維基物種上的相關：大果房县槭